# Žabí stehýnka

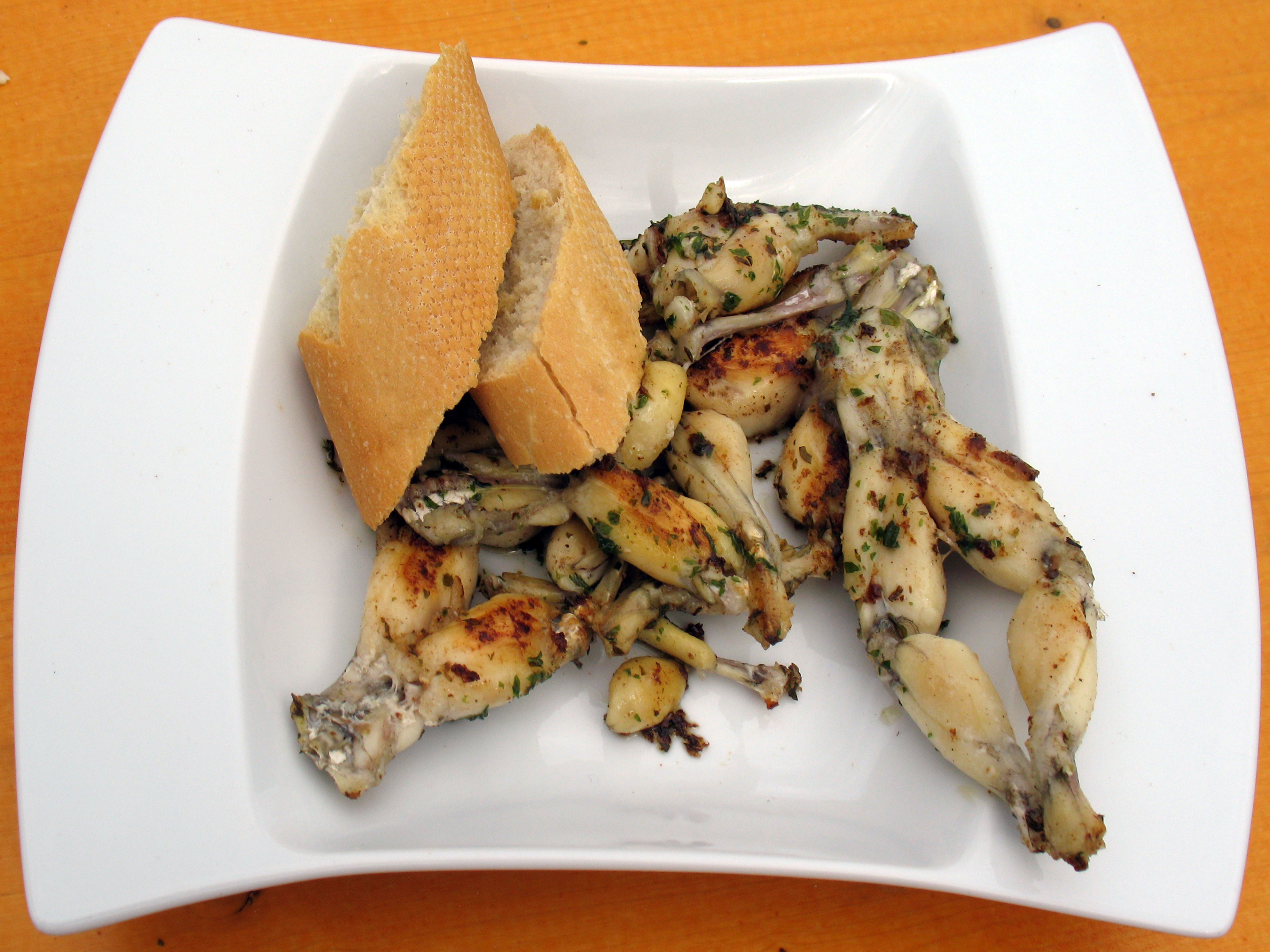
Žabí stehýnka servírované s bagetou

Žabí stehýnka se v některých kuchyních konzumují jako jídlo. Ve francouzské kuchyni jsou považovány za národní delikatesu.
Od roku 2014 je největším světovým vývozcem jedlých žab Indonésie, následovaná Čínou a Tureckem.[zdroj?] V Turecku, Brazílii, Mexiku a Karibiku je stále mnoho žab chyceno ve volné přírodě.
Žabí stehýnka jsou bohatá na bílkoviny, omega-3 mastné kyseliny, vitamín A a draslík. Často se říká,[kdo?] že chutnají jako kuře, protože mají jemnou chuť, s texturou nejvíce podobnou kuřecím křídlům. Chuť a textura žabího masa se pohybuje přibližně mezi kuřecím masem a rybou. V některých zemích, včetně Vietnamu, se žáby chovají komerčně. Svaly žáby neuvolní posmrtnou ztuhlost tak rychle jako svaly teplokrevných zvířat (například kuřete), takže teplo z vaření může způsobit cukání čerstvých žabích stehýnek.